# Vlk (film)
Vlk (v anglickém originále Wolf) je americký dramatický film z roku 1994. Režisérem filmu je Mike Nichols. Hlavní role ve filmu ztvárnili Jack Nicholson, Michelle Pfeifferová, James Spader, Kate Nelligan a Richard Jenkins.

## Obsazení
| Jack Nicholson       | Will Randall             |
| Michelle Pfeifferová | Laura Alden              |
| James Spader         | Stewart Swinton          |
| Kate Nelligan        | Charlotte Skylar Randall |
| Richard Jenkins      | Carl Bridger             |
| Christopher Plummer  | Raymond Alden            |
| Eileen Atkins        | Mary                     |
| David Hyde Pierce    | Roy MacAllister          |
| David Schwimmer      | policista                |